# VV Groote Lindt
VV Groote Lindt is een Nederlandse amateurvoetbalclub uit Zwijndrecht. De club draagt de naam van de buurtschap Groote Lindt waar de club in 1929 werd opgericht.
De club speelt op Sportpark Bakestein, gelegen in het noorden van Zwijndrecht, pal naast de A16. Op dit sportpark zijn ook hockeyclub Derby en de voetbalverenigingen ZVV Pelikaan en ZBC '97 gevestigd.

## Geschiedenis
De vereniging werd opgericht op 19 augustus 1929 door een aantal Lindtse jongens, dat vond dat er ook in buurtschap Groote Lindt een voetbalclub behoorde te zijn. De eerste algemene ledenvergadering werd gehouden in februari 1930. Daar viel het besluit de club Excelsior te noemen. Men speelde op een afgelegen veld ergens aan de Lindeweg en dat belemmerde duidelijk een verdere groei van de club. Vandaar dat men blij was te kunnen verhuizen naar een ander veld achter de Lindtse kerk aan de Kerkstoep. Na enkele jaren trad de club toe tot de Dordtse Voetbal Bond (DVB). Het veld aan de Kerkstoep was te klein voor officiële wedstrijden en daarom moest men op zoek naar een andere locatie. Dat werd de Buitenpolder. De vereniging telde toen 40 leden. In 1938 trad Excelsior toe tot de Nederlandse Christelijke Voetbal Bond (NCVB). Omdat er meerdere clubs met dezelfde naam waren, moest de naam Excelsior worden veranderd. Toen werd de vereniging vernoemd naar de buurtschap waar ze was opgericht.
Op 1 februari 1953 werden de Lindtenaren op wrede wijze herinnerd aan het feit dat alles wat zij bezaten buiten de rivierdijk was gelegen. Na de Watersnood bleek er weinig over te zijn van de accommodatie. Men moest op zoek naar een nieuwe plek. Dankzij de inspanningen van voorzitter Teun de Graaf werden er velden aangelegd in de verkeerslus langs de rijksweg. Hier kwam de club langzamerhand de ellende weer te boven.
Aan het eind van de jaren 60 begon het rijk plannen te maken een tunnel te bouwen tussen Zwijndrecht (Nederland) en Dordrecht om zo het steeds drukker wordende verkeer goed te kunnen laten doorstromen. Door de noodzakelijke renovatie van de A16 zou er in de Lus geen plaats overblijven om te voetballen. De gemeente besloot een nieuw sportterrein aan te leggen en op 10 augustus 1972 werd begonnen met het slaan van de eerste paal voor de nieuwbouw op Bakestein; een heel nieuw tijdperk voor Groote Lindt.
De eerste jaren op Bakestein waren ondanks de nieuwe accommodatie sportief weinig succesvol. Pas in de jaren 90 kwam het succes. In rap tempo stootte Groote Lindt door tot in de hoofdklasse. Het ging echter te snel, er was geen tijd om te wennen in een hogere klasse en het benodigde ruimere budget ontbrak. Na degradatie naar de eerste klasse en vervolgens degradatie naar de tweede klasse promoveerde de club in 2006 na een dominante prestatie weer naar de eerste klasse.

## Standaardelftal
Het standaardelftal speelt in het seizoen 2020/21 in de Derde klasse zaterdag van het KNVB-district West-II.

### Competitieresultaten 1947–2019
| 2 4C |

| 1 4C |

| 5 4C |

| 1 4D |

| 7 3B |

| 6 3B |

| 9 3B |

| 6 3B |

| 7 3B |

| 8 3B |

| 4 3B |

| 7 3A |

| 8 3B |

| 9 3A |

| 6 4D |

| 3 4D |

| 8 4C |

| 1 4C |

| 5 3A |

| 5 3B |

| 5 3B |

| 8 3B |

| 2 3A |

| 3 3B |

| 3 3A |

| 9 3B |

| 9 3B |

| 10 3B |

| 8 3B |

| 2 3B |

| 8 3B |

| 10 3A |

| 10 3B |

| 2 4C |

| 5 4D |

| 3 4D |

| 8 4D |

| 4 4D |

| 1 4D |

| 7 3B |

| 12 3B |

| 6 4D |

| 3 4D |

| 6 4D |

| 2 4D |

| 1 4D |

| 3 3B |

| 7 3B |

| 3 3B |

| 4 2A |

| 1 1C |

| 14 A |

| 10 1C |

| 1 2F |

| 6 1C |

| 8 1B |

| 10 1C |

| 1 2E |

| 6 1C |

| 10 1C |

| 9 2F |

| 12 2F |

| 8 3C |

| 8 3C |

| 3 3C |

| 14 2F |

| 7 3C |

| 4 3C |

| 3 3D |

| 13 2D |

| 6 3C |

| 5 3C |

| 4 3C |

| - 3C |

| Hoofdklasse | Eerste klasse | Tweede klasse | Derde klasse | Vierde klasse |

In elke staaf van de grafiek staat van boven naar beneden vermeld: 
- Eindnotering

Dit is de positie die de club heeft bereikt in de competitie, zonder eventuele beslissings-, play-off- of nacompetitiewedstrijden die nodig zijn geweest om bijvoorbeeld de kampioen van de competitie te bepalen.
Indien een * achter het getal staat is de notering een tussenstand en kan het zijn dat de notering niet overeenkomt met de uiteindelijke eindstand van de competitie.
Staat er een - dan is het seizoen nog bezig en is er geen definitieve uitslag bekend.
Staat er xx op de positie van de notering, dan heeft de club vroegtijdig de competitie verlaten. Dit kan onder andere komen door terugtrekking van het team, faillissement van de club of door een uitgedeelde straf van de KNVB. In veel gevallen staat elders in het artikel de reden vermeld.
Staat er een ? dan is het resultaat uit het verleden onbekend, en is alleen de competitie of het niveau bekend van dat seizoen.
In de seizoenen 2019/20 en 2020/21 werd wegens de coronacrisis het amateurvoetbal afgebroken. Daardoor kennen deze staven geen eindklassering (middels -- weergegeven).
- Competitieniveau en afdelingsletter of Officiële eindstand Eredivisie
  - Competitieniveau en afdelingsletter

Hierbij geeft het getal het niveau weer, dat ook terug te vinden is in de legenda. De letter is de afdelingsaanduiding en wordt gebruikt wanneer er meer afdelingen zijn op hetzelfde niveau. De afdelingsletter is altijd een hoofdletter en wordt meestal zonder nummer gebruikt.
Voorbeeld: 2F is niveau 2e klasse competitie F.
Het competitieniveau en nummer wordt niet vermeld wanneer er slechts één competitie van dit niveau was.
  - Officiële eindstand Eredivisie (getal staat tussen haakjes vermeld)

Sinds de introductie van play-offwedstrijden voor Europees voetbal na afloop van de reguliere competitie in 2005/06, is de KNVB verplicht een eindstand van de Eredivisie door te geven aan de UEFA aan de hand van deze play-offwedstrijden.
Bij deze eindstand staan clubs die zich hebben gekwalificeerd voor Europees voetbal hoger dan clubs die zich niet wisten te kwalificeren. Indien er geen verschil was tussen de eindnotering en de officiële eindstand, staat dit getal niet vermeld.

- Onderafdeling

Hier staat afgekort de naam van de onderafdeling indien de club in dat jaar in een onderafdeling uitkwam. Tevens staat deze afkorting in de legenda en wordt gelinkt naar het artikel over deze onderafdeling. Deze afkorting wordt alleen vermeld wanneer de club in het verleden in verschillende onderafdelingen heeft gespeeld. Deze vermelding is in de staaf altijd in kleine letters. Deze onderafdelingen zijn na het seizoen 1995/96 afgeschaft. Heeft de club in slechts één onderafdeling gespeeld, dan is dit alleen terug te vinden in de legenda.
Onder de staaf staat het jaartal vermeld waarin het seizoen is afgesloten. 15 verwijst naar het seizoen 2014/15 of eventueel het seizoen 1914/15.
Wanneer een staaf leeg is, zijn deze gegevens niet bekend. Het kan ook zijn dat de club dat seizoen niet heeft meegespeeld op het hogere amateurniveau, vroegtijdig de competitie heeft verlaten of uit de competitie is gezet.

In het seizoen 1944/45 was er wegens de Tweede Wereldoorlog geen regulier competitievoetbal.

## Bekende (oud-)spelers
- Adil Auassar
- Bert Bartelings
- Michel Valke

VV Groote Lindt · VV Heerjansdam · ZVV Pelikaan · VVGZ · ZBC '97